# Валківське повстання
Валківське повстання — антибільшовицький збройний виступ селян Валківського повіту проти радянської влади, що відбувся в квітні 1920 року.

## Передумови
З приходом більшовиків на Харківщині розпочався червоний терор. 
Свідки подій втрачали розум від звірств, що чинили представники радянської влади. Людей розстрілювали, не жалівши старих, вагітних жінок і дітей. У селян забирали майно і катували з дикунською жорстокістю. Звірства Харківської Надзвичайної комісії з боротьби з контрреволюцією і саботажем шокували мешканців Валківського повіту і спонукали взяти в руки зброю навіть старих, жінок і підлітків.
За даними радянських істориків в 1920—1921 роках на території Харківської губернії діяло 57 повстанських загонів, чисельність деяких з них складала сотні осіб. Радянська влада називала втікачів «белобандитами и кулацкими прихвостнями». Самі себе втікачі називали повстанцями і гайдамаками. 

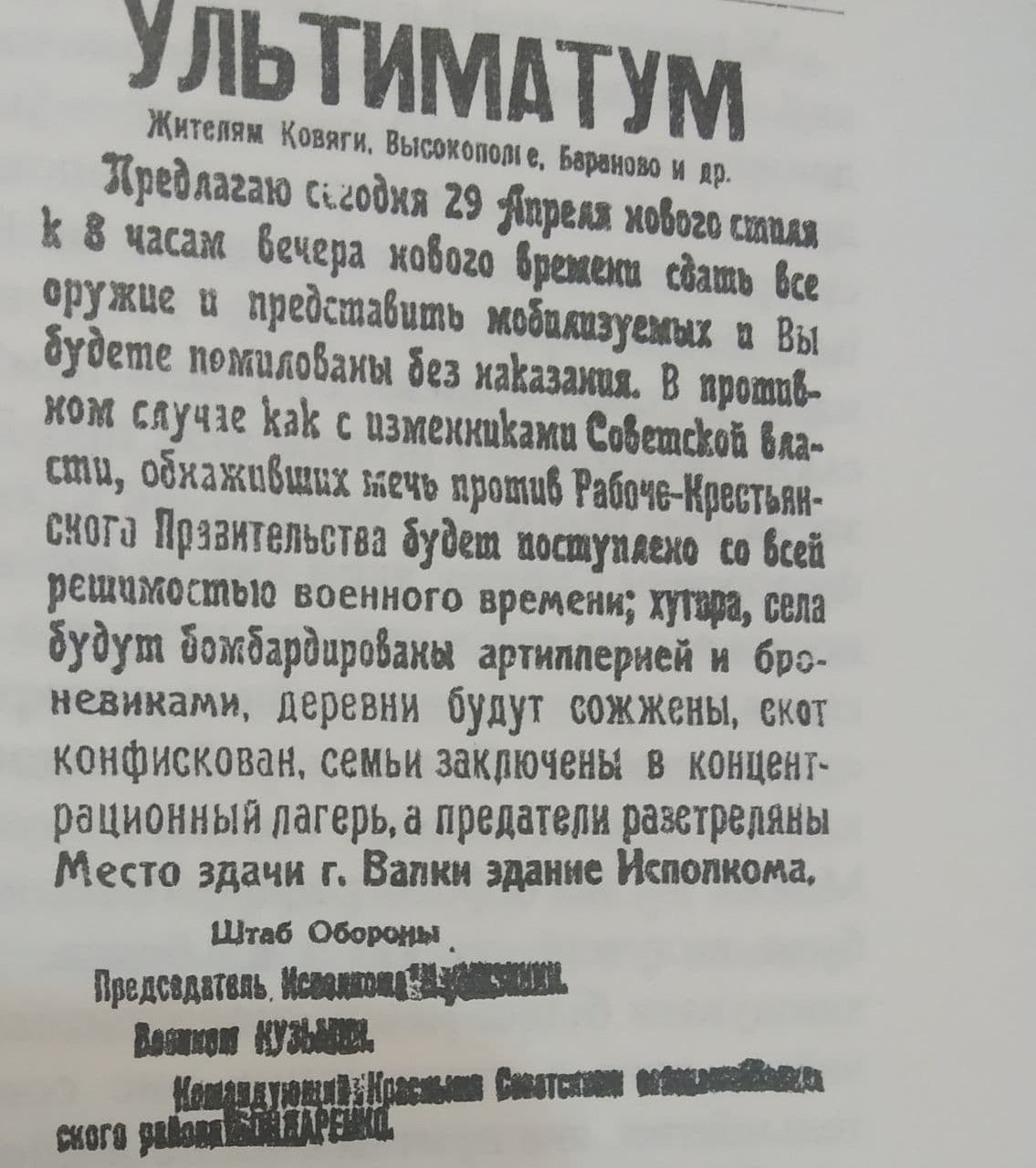
Ультиматум, який висунули більшовицькі окупанти до місцевих мешканців.

## Хроніка подій
Намагаючись врятуватися і звільнитися від жорстокої влади, люди тікали в ліси. Вони брали з собою вили, коси, сокири, діставали із схронів обрізи. Селяни об'єднувалися у великі і маленькі загони. Загін міг складатися з батька і його синів. 
Повстанський рух був організований. Його очолили офіцер Добровольчої Армії Сорокін, старшини армії УНР Шевченко, Макаренко і Джуваго. Селян навчили військовій справі і організували повстанське військо. Обраний селянами штаб здійснював загальне керівництво діями армії.
Також вони обрали орган самоуправління з гучною назвою "Український народний уряд". Повстанці розробили свою програму і вимоги до радянської армії. Вони зверталися до населення з проханням про підтримку. Від більшовиків вимагали зупинити терор, надати мешканцям Валківського повіту демократичні свободи і визнати незалежність України.
Повстанське військо билося з карателями частин особового призначення, латиськими стрільцями, роззброювало більшовиків, захоплювало склади із зброєю, обладнанням і продуктами. Ватажку гайдамаків вдалося налагодити зв'язки із загонами Олексія Білецького і Печня. Він вів переговори з махновцями, що наступали на Валківщину з півдня. Кількість повстанців постійно збільшувалася. Натхнені успіхами повстанської армії селяни масово поповнювали їх ряди. 
Наприкінці квітня 1920 року на станції Ков'яги вдалося відбити у червоних приблизно 500 валківських хлопців, мобілізованих до лав Червоної Армії. Звільнені приєдналися до повстанської армії. На початку травня кількість гайдамаків складала по різним оцінкам від 3500 до 5000 осіб.
Армія почала готуватися до штурму Валок.
1 травня повстанці оточили Валки. На околицях міста почалися запеклі бої. Половина війська була озброєна вилами, косами і сокирами. Але безстрашні люди сміливо йшли з вилами на кулемети, билися врукопашну і перемагали. Радянські комісари надсилали в Харків телеграми з проханням надати допомогу. Вони просили відправити артилерію, «…поскольку население боится разгрома сел артиллерийским огнем…». Повстанцям вдалося захопити південну частину міста, на якій була розташована в'язниця. З неї звільнили 800 заручників. Але пізніше гайдамакам довелося відступити на північ.
Цього перепочинку вистачило більшовикам для стягнення до Валок додаткових сил. На допомогу валківським комісарам харківське керівництво прислало батальйон піхоти і бронепоїзд. Очолив карательні війська комісар Роберт Ейдеман, що прославився своєю нелюдською жорстокістю. 
1-2 травня 1920 року у битві біля станції Ков'яги військо повстанців було розбито. Захоплений у полон командир Сорокін був арештований.
4 травня залишки війська на чолі з Олексієм Білецьким прийняли бій з ворогом біля Сніжкова (в минулому Сніжків Кут), але їм довелося відступити в ліси.

## Наслідки
Поразка дуже дорого коштувала повстанцям: сотні вбитих та поранених, сотні заарештованих, частина яких була відправлена до каторжної в'язниці, а частина утримувалась у тимчасовому концтаборі у Ков'ягах.
Колишніх офіцерів розстрілювали десятками, селян — сотнями. За словами свідків, тільки в одному селі карателями було розстріляно 140 осіб.
Але незважаючи на репресії, гайдамацьке військо діяло на Валківщині ще рік. Антибільшовицьке підпілля існувало на ще довше. Останні нескорені зникли у підвалах ЧК.